# Copa Campeón de Campeones de Santa Fe
La Copa Campeón de Campeones de Santa Fe, también conocida como Copa de Clubes Campeones de Liga o Copa Provincial, fue una competencia oficial del fútbol argentino a nivel provincial organizada anualmente por la Federación Santafesina de Fútbol, en donde participaban todos los campeones de las diferentes ligas regionales de la provincia de Santa Fe.
Hasta su desaparición, el club ganador del torneo se coronaba con el título de «Campeón Provincial». Fue sucedida por la Copa Federación y posteriormente también por la Copa Santa Fe.

## Historia
La Copa Campeón de Campeones de Santa Fe presenta dos antecesores: el Trofeo Gobernador de la Provincia y la Copa de Oro de Campeones.
El Trofeo Gobernador de la Provincia fue una copa amistosa organizada entre 1932 y 1938 por los clubes campeones de la Liga Santafesina y la Asociación Rosarina que enfrentaba a partido único a los dichos campeones de sus respectivas ligas. La Copa de Oro de Campeones fue una copa amistosa organizada por el círculo de periodistas de Rosario con auspicio de la Liga Totorense entre 1964 y 1970 donde se enfrentaban todos los campeones de las ligas regionales de Santa Fe. Su sistema de disputa era muy similar al actual sistema de la Copa Federación.
La Copa Campeón de Campeones de Santa Fe comenzó a disputarse en los años 1980. Su formato de disputa consistía en una primera fase de grupos y luego una segunda fase de eliminatorias en partidos de ida y vuelta. Los distintos campeones de las ligas se enfrentaban para obtener el título de «Campeón Provincial».
La competencia desapareció a mediados de los años 2000, siendo sucedida por la Copa Federación que buscaba asemejarse a su antecesor pero que no tuvo el mismo éxito, jerarquía e importancia ya que muchos clubes campeones rechazaban su cupo y la Federación Santafesina de Fútbol debía realizar invitaciones a otros equipos para poder llevar a cabo el torneo. Por esta razón la Copa Federación se convirtió en una competencia en la que la mayoría de los participantes son clubes amateurs y/o que no gozan de gran peso en sus respectivas ligas regionales.
A partir del año 2016, la Copa Federación se realiza paralelamente a la Copa Santa Fe, competición que surgió de la idea de la Federación Santafesina de Fútbol de volver a realizar una competencia prestigiosa entre los clubes más grandes de la provincia. De hecho la propia Copa Federación otorga plazas para disputar dicho torneo.

### Sucesión de competiciones
| Desde 1932 a 1938                 |
| --------------------------------- |
| Trofeo Gobernador de la Provincia |

| Desde 1964 hasta 1970    |
| ------------------------ |
| Copa de Oro de Campeones |

| Desde los años 1980 hasta 2006        |
| ------------------------------------- |
| Copa Campeón de Campeones de Santa Fe |

| Desde 2006 hasta 2016 |
| --------------------- |
| Copa Federación       |

| De 2016 en adelante                                | De 2016 en adelante                              |
| -------------------------------------------------- | ------------------------------------------------ |
| Copa Federación Segunda competición en importancia | Copa Santa Fe Primera competición en importancia |

## Ligas regionales participantes
| Liga                                    | Localidad                |
| --------------------------------------- | ------------------------ |
| Asociación Rosarina de Fútbol           | Rosario                  |
| Liga Cañadense de Fútbol                | Cañada de Gómez          |
| Liga Casildense de Fútbol               | Casilda                  |
| Liga de Fútbol Regional del Sud         | Villa Constitución       |
| Liga Departamental de Fútbol San Martín | San Jorge                |
| Liga Deportiva del Sur                  | Alcorta                  |
| Liga Esperancina de Fútbol              | Esperanza                |
| Liga Galvense de Fútbol                 | Gálvez                   |
| Liga Interprovincial de Fútbol          | Chañar Ladeado           |
| Liga Ocampense de Fútbol                | Villa Ocampo             |
| Liga Rafaelina de Fútbol                | Rafaela                  |
| Liga Reconquistense de Fútbol           | Reconquista              |
| Liga Regional Ceresina de Fútbol        | Ceres                    |
| Liga Regional Paivense de Fútbol        | Laguna Paiva             |
| Liga Regional Sanlorencina de Fútbol    | San Lorenzo              |
| Liga Regional Totorense de Fútbol       | Totoras                  |
| Liga Santafesina de Fútbol              | Santa Fe de la Vera Cruz |
| Liga Venadense de Fútbol                | Venado Tuerto            |
| Liga Verense de Fútbol                  | Vera                     |

## Historial

### Copa de Oro de Campeones
| Edición | Campeón | Resultados finales | Subcampeón | Ref. |
| ------- | --- | --- | --- | --- |
| 1964    | Unión (Santa Fe) Liga Santafesina | 4:0 1:3 | Independiente de Bigand Liga Deportiva del Sur | [ 3 ] |
| 1965    | Independiente (Bigand) Liga Deportiva del Sur | 4:4 3:1 | Unión (Santa Fe) Liga Santafesina | [ 4 ] [ 5 ] |
| 1966    | Unión (Santa Fe) Liga Santafesina | 2:1 2:2 | Newell's Old Boys Asociación Rosarina | [ 3 ] |
| 1967    | Newell's Old Boys Asociación Rosarina | 3:2 3:1 | Talleres de Reconquista Liga Reconquistense | [ 3 ] |
| 1968    | Unión (Santa Fe) Liga Santafesina | 3:0 3:2 | San Martín (Chovet) Liga Venadense | [ 3 ] |
| 1969    | Rosario Central Asociación Rosarina | 3:1 4:0 | Sporting Club (Corral de Bustos) Liga Interprovincial | [ 6 ] [ 7 ] |
| 1970    | Rosario Central Asociación Rosarina | 3:2 2:0 | Eduardo Hertz (Villa Mugueta) Liga Deportiva | [ 8 ] |
| 1971    | No se disputó por la creación de la Federación de Fútbol de la Provincia de Santa Fe y la disputa del Torneo Selectivo clasificatorio para el Torneo Regional. | No se disputó por la creación de la Federación de Fútbol de la Provincia de Santa Fe y la disputa del Torneo Selectivo clasificatorio para el Torneo Regional. | No se disputó por la creación de la Federación de Fútbol de la Provincia de Santa Fe y la disputa del Torneo Selectivo clasificatorio para el Torneo Regional. | No se disputó por la creación de la Federación de Fútbol de la Provincia de Santa Fe y la disputa del Torneo Selectivo clasificatorio para el Torneo Regional. |
| 1972    | Sportivo Norte (1) Liga Rafaelina | Sin datos | Sin datos | Sin datos |
| 1973    | Ferrocarril Del Estado (1) Liga Rafaelina | Sin datos | Sin datos | Sin datos |
| 1974    | Sportivo Rivadavia (1) Liga Venadense | Sin datos | Sin datos | Sin datos |
| 1975    | Ocampo Fábrica (1) Liga Ocampense | Sin datos | Sin datos | [ 9 ] |

### Copa Campeón de Campeones de Santa Fe
| Copa Campeón de Clubes Campeones de Liga | Copa Campeón de Clubes Campeones de Liga                  | Copa Campeón de Clubes Campeones de Liga | Copa Campeón de Clubes Campeones de Liga       | Copa Campeón de Clubes Campeones de Liga |  |
| Edición                                  | Campeón                                                   | Resultados finales                       | Subcampeón                                     | Ref.                                     |  |
| ---------------------------------------- | --------------------------------------------------------- | ---------------------------------------- | ---------------------------------------------- | ---------------------------------------- |  |
| 1980                                     | San Lorenzo (Tostado) Liga Ceresina                       | 1:1 (5:3 p)                              | Defensores de Andino Liga Totorense            | [ 10 ]                                   |  |
| 1985                                     | Newell's Old Boys Asociación Rosarina                     | 2:0                                      | Ceres Unión Liga Ceresina                      | [ 11 ]                                   |  |
| 1989                                     | Belgrano (Serodino) Liga Totorense                        | 1:1 (5:4 p)                              | Romang FC Liga Reconquistense                  | [ 12 ]                                   |  |
| 1990                                     | Atlético Pujato Liga Casildense                           | Sin datos                                | Sin datos                                      | [ 13 ]                                   |  |
| 1991                                     | Ceres Unión Liga Ceresina                                 | 0:1 3:2 (5:4 p.)                         | Ben Hur (Rufino) Liga Venadense                | [ 14 ]                                   |  |
| 1992                                     | Sin datos                                                 | Sin datos                                | Sin datos                                      |                                          |  |
| 1993                                     | Sportivo Las Parejas Liga Cañadense                       | 2:0 4:1                                  | Central Reconquista Liga Reconquistense        | [ 15 ]                                   |  |
| 1994                                     | San Martín Mutual, Social y Biblioteca Liga Departamental | Sin datos                                | Sin datos                                      |                                          |  |
| 1995                                     | Racing El Campesino Liga Ocampense                        | 0:1 4:1                                  | Sportivo Villa Minetti Liga Ceresina           | [ 16 ]                                   |  |
| 1996                                     | Ben Hur Liga Rafaelina                                    | 0:2 2:0 (5:4 p.)                         | Matienzo (Romang) Liga Reconquistense          | [ 17 ]                                   |  |
| 1997                                     | Sportivo (Álvarez) Asociación Rosarina                    | 2:1 0:1 (5:4 p.)                         | Defensores de Centeno Liga Totorense           | [ 18 ]                                   |  |
| 1998                                     | Atlético Carcarañá Liga Cañadense                         | Sin datos                                | Atlético Tostado Liga Ceresina                 | [ 19 ]                                   |  |
| 1998                                     | Sportivo Guadalupe Liga Santafesina                       | Sin datos                                | Atlético San Jorge Liga Departamental          | [ 20 ]                                   |  |
| 1999                                     | Calchaquí FC Liga Verense                                 | 3:1 0:1                                  | Sportivo Las Parejas Liga Cañadense            | [ 21 ]                                   |  |
| 2000                                     | Argentino (San Carlos) Liga Santafesina                   | Sin datos                                | Sin datos                                      | [ 22 ]                                   |  |
| Copa de Campeones                        |                                                           |                                          |                                                |                                          |  |
| 2001                                     | Argentino Atlético Club Liga Cañadense de Fútbol          |                                          |                                                |                                          |  |
| 2002                                     | ADIUR Asociación Rosarina                                 | Sin datos                                | Atlético Adelante de Reconquista               | [ 23 ] [ 24 ]                            |  |
| 2003                                     | Colón (San Justo) Liga Santafesina                        | 2:0 1:0                                  | Gimnasia y Esgrima (Santa Fe) Liga Santafesina | [ 25 ]                                   |  |
| 2004                                     | Barrio Norte (Avellaneda) Liga Reconquistense             | 1:0 0:1 (5:4 p.)                         | Platense Porvenir Liga Reconquistense          | [ 26 ]                                   |  |
| 2005                                     | La Perla del Oeste Liga Santafesina                       | 6:4 8:2                                  | Platense Porvenir Liga Reconquistense          | [ 27 ]                                   |  |